# 斎村政広
斎村 政広（さいむら まさひろ）は、戦国時代から安土桃山時代にかけての武将、大名。播磨龍野城、のち但馬竹田城城主。赤松政秀の子で、赤松 広秀（あかまつ ひろひで）あるいは赤松 広通（あかまつ ひろみち）ともいう。
通称を弥三郎、孫二郎。官途は従五位下左兵衛佐。宇喜多直家の娘を正室とした。

## 生涯
永禄5年（1562年）、播磨龍野城主・赤松政秀の子として誕生。母は赤松晴政の娘。
元亀元年（1570年）、父・政秀、その後に兄・広貞が死去すると、若くして家督を継承した。政広の龍野赤松氏は支流ではあったが、守護赤松氏に入った赤松義祐の七条流よりも、むしろ血統的に嫡流に近い家柄で、このために内紛を続けていた。しかし政秀の敗北で勢力を失い、広貞の頃から織田方の荒木村重に人質を出して服属した。
天正3年（1575年）10月20日、政広も、先に降った小寺政識、別所長治と共に上洛して織田信長に謁見した。11月にも信長を訪問して太刀等を献上した。このとき15歳である。初名かどうかは分からないが、この頃の龍野城主としての名乗りは広英（ひろひで）であった。
天正4年（1576年）3月、毛利・宇喜多軍が播磨に侵入すると、これに従う。同年11月4日、信長が安土より上京して妙覚寺に宿したが、政広、別所長治、浦上宗景が上京して伺候の挨拶をした。
天正5年（1577年）10月より羽柴秀吉は播磨に派遣されており、広英は戦わずに龍野城を明け渡して家老の平井貞利の所領・平井郷佐江（竜野市揖西）に蟄居して、旧領安堵を訴えたが、認められずに鵤周辺に僅かな所領が与えるに留まった。龍野城は取り上げられ、石川光元が城代として入った。以後、播磨で信長方として働き、中国の役が始まるとこれに従った。
天正7年（1579年）1月28日、毛利氏との戦いでの功を信長に賞されている。
天正8年（1580年）、秀吉が播磨を平定すると再び旧領回復を願い出たが、秀吉は家臣の蜂須賀正勝に龍野城5万3,000石を与えて、広英には太子寺付近の所領のみを与え、正勝の与力とした。
天正10年（1582年）2月、正勝に属して備中高松城の戦いに参加した。3月にも蜂須賀隊の先陣を務めている。6月、本能寺の変の後もそのまま秀吉に属した。この頃、広秀（ひろひで）と同音異字に名乗りを変えている。
天正11年（1583年）、賤ヶ岳の戦いでは蜂須賀隊の先鋒を指揮し、正勝不在中は代わって全体を統括した。
天正12年（1584年）の小牧・長久手の戦い、天正13年（1585年）の四国の役でも引き続き、正勝（あるいは家政）与力として活動。四国の役の論功行賞で、正勝の子・家政は阿波一国（17万3千石）に移封されたが、龍野城は福島正則に与えられて帰還ならず、広秀は但馬竹田城主に封じられた。以後は秀吉の直臣。
天正15年（1587年）、九州の役に従軍。同年、秀吉の計らいで宇喜多秀家の妹と結婚した。『武家事紀』によれば秀吉の赤母衣衆の1人に選ばれている。
天正18年（1590年）、小田原の役では後備として駿河に駐屯、沼津城に600騎。天正19年（1591年）、秀吉の三河吉良狩猟に随従した。
文禄元年（1592年）、文禄の役に従軍し、兵800を率いて朝鮮に渡海。釜山城の在番衆となった。帰朝後、文禄3年（1594年）には伏見城の普請を分担。翌年、伏見城下に邸宅を許されたが、この頃に広通（ひろみち）と名乗りを改めた。また当時、竹田城で2万2,000石を知行していた。
慶長3年（1598年）、秀吉の死に際して遺物金5枚。
慶長5年（1600年）、関ヶ原の戦いでは石田三成に味方して西軍に与し、細川幽斎の居城である丹後田辺城を包囲した。しかし関ヶ原本戦で西軍が敗れると、包囲を解いて帰還。但馬に侵攻した亀井茲矩とは旧交があり、その説得で東軍に降伏して、その要請を受ける形で、西軍の宮部長房の居城・因幡鳥取城を攻めたが、このとき城下を焼き討ちして民家に放火したのを咎められ、戦後、徳川家康から切腹を命じられた。
同年10月28日、鳥取の真教寺で自刃した。享年39。竹田城は家康の命により山名豊国が接収し、その後、廃城とされた。

## 人物
- 儒学者・藤原惺窩について漢学を学ぶなど、文化的一面もあった[2]。
- 竹田城主として養蚕や漆器業などを奨励し、領民に慕われていたという[18]。
- 朝鮮出兵の際に捕虜とされた朝鮮の高官・姜沆とも交遊を持ち、その帰国を支援した。姜の著作『看羊録』には赤松広秀の人格について「日本の将官は、すべてこれ盗賊であるが、ただ広通だけは人間らしい心をもっています」[3]という記述がある。
- 同じく『看羊録』に姜沆に語った言葉として、「自分は〔加藤〕清正や〔藤堂〕佐渡〔守高虎〕らと仲違いしているので、〔互いに知り合っていることを〕決して佐渡の家に知られてはいけないのだ」とあり、加藤清正、藤堂高虎とは不仲だったという[19]。
- 国重文の名刀獅子王の持ち主であったが、切腹の際に徳川方に没収された[20]。

## 関連作品
小説
- 水嶋元、『残月―竹田城最後の城主、赤松広英』（東洋出版）
- 火坂雅志、『壮心の夢』（文春文庫）

映像
- 軍師官兵衛（2014年、演：野杁俊希）

論文
- 渡邊大門「赤松広英に関する一考察」（『太子町歴史資料館館報』14号、2012）